# Festes romanes

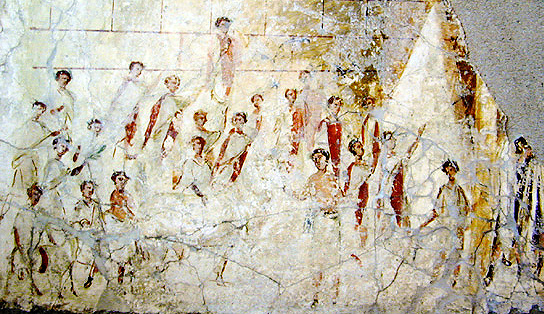
Pintura mural representant una colla d'homes vestits amb la toga pretexta i participant en el que sembla la festa de la Compitalia

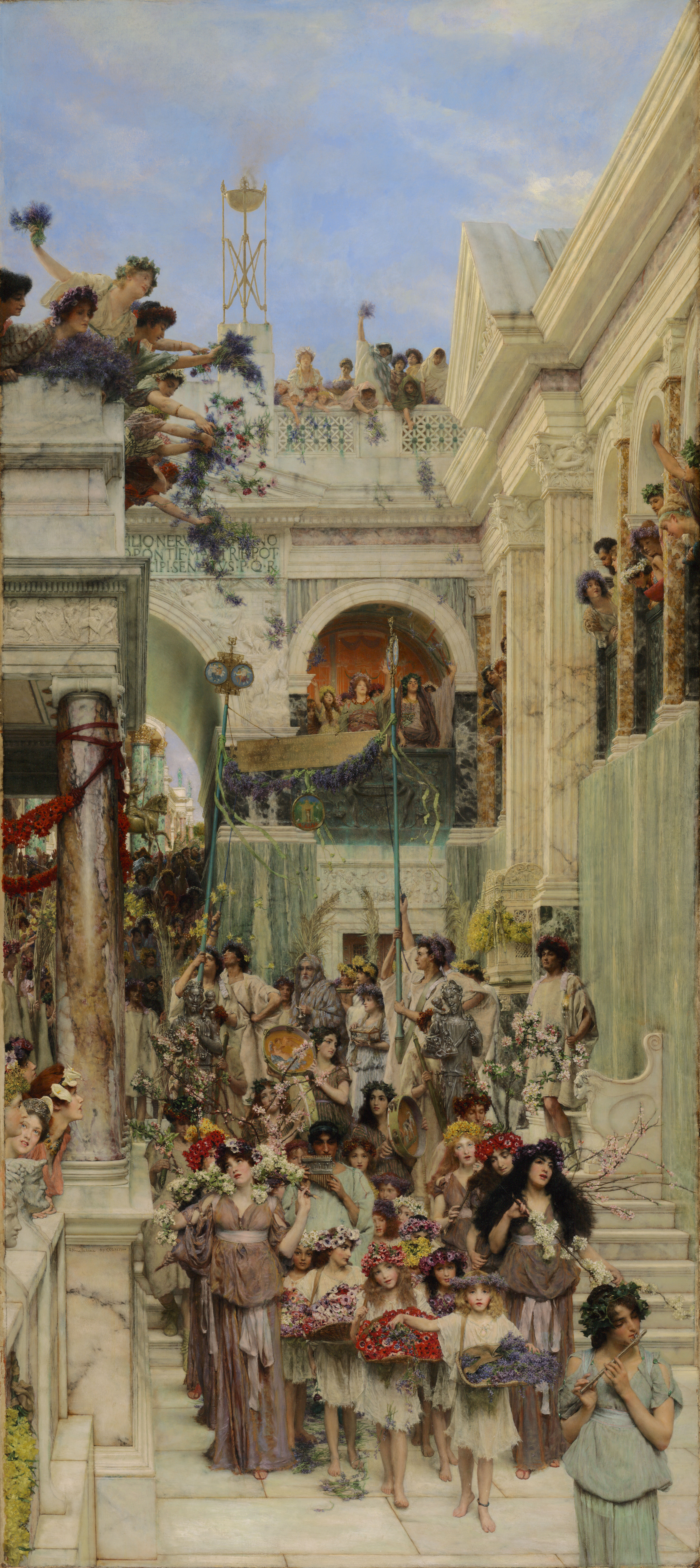
Representació de les Cereàlies, obra de Lawrence Alma-Tadema (1894)

A Roma se celebraven moltes i diverses festivitats. La majoria estaven dedicades a alguna divinitat, encara que l'objectiu d'algunes era també servir d'esbargiment a la població o celebrar una victòria.
Entre les més destacades hi ha les Lupercals, la festa d'Hèrcules, la de Júpiter Capitolí. Altres festes importants eren: les Compitàlies, les festes en honor de Mart i les Vinàlies. Durant l'època imperial les preferides pels romans eren les que incloïen jocs esportius anomenats ludi.

La principal font d'informació sobre aquest tema és un llibre d'Ovidi (43 aC- 17 aC) titulat Fastos, que es podria traduir per «El calendari romà».

## Tipus de festes
Hi havia tres tipus de dies festius:
- Els Stativae, que eren dies prefixats al calendari i corresponien a festes de celebració anual.
- Els Conceptivae, que eren festes anuals sense dia fix (com passa amb la Pasqua del calendari cristià), la data de la celebració era anunciada pels sacerdots o pels cònsols uns dies abans.
- Els Imperativae, eren celebracions especials, dies festius d'obligat compliment (del verb imperare, manar) designats pels governants per expiar un problema en concret amb els déus, o també, per a celebrar victòries.[2]

Entre les del primer tipus estava la Sementivae, també coneguda amb el nom de Pagnalia, perquè la celebraven els pagi coincidint amb l'inici de la sembra.
Entre les del segon tipus estaven:
La festa de Mart se celebrava de l'1 al 23 de març; la festa de la deessa Tellus o el de la deessa dels camps sembrats que era el 15 d'abril i es deia Fordicidia. El 19 d'abril eren les festes de Ceres Cerealia i el 21 d'abril era la festa de la Parilia, dedicada al déu dels ramats Pales.
Altres festes de data fixa eren les Vinalia (23 d'abril), Les Robigalia (25 d'abril), les Saturnalia (17 de desembre), les Compitalia.
Algunes festes sembla que hagin perviscut en el temps, com ara la Saturae, una festa de màscares semblant als actuals carnavals, en què es feia una desfilada amb música de flautes (tibia) o també podem trobar semblances entre l'actual festa de Nadal i la Saturnalia
Algunes festes estaven relacionades directament o indirecta amb els morts, per exemple l'anomenada festa dels Ragis.
Hi havia uns dies anomenats dies sacrificae, que no afectaven a la població en general sinó només als sacerdots, els quals havien de sacrificar als déus un animal en un lloc públic. Altres festes, com el Lectisternium, d'origen grec, implicaven oferir un abundant banquet.

## Organització
Durant les festes estava prohibit treballar, amb l'excepció d'alguns treballs agrícoles que fossin imprescindibles. Si algú se saltava aquesta norma, havia de pagar una multa o oferir un piaculum, que generalment era un porc. Tot i que era obligat no treballar, no era obligat participar en els ritus religiosos, a excepció dels sacerdots i dels ritus religiosos lligats a una família en concret (sacra gentilicia).
Amb les remeses de blat que arribaven de les províncies sotmeses, enviades pels procònsols o ofertes voluntàriament per obtenir favors, els edils curuls van poder efectuar des de mitjans del segle ii aC el subministrament de gra a preus ínfims. Els magistrats prometien més jocs i festivitats per ser elegits i es van crear noves festes, entre elles la festa de Ceres, protectora del poble anomenada festa de la Cereàlia, a l'abril (establerta cap al 220 aC), els Jocs Plebeus (des del 216 aC), la festa d'Apol·lo Ludi Apollinares, des del 212 aC), la festa de la Gran Mare Frígia (Magna Mater Idaea, des del 204 aC). El 173 aC es va crear una festa menor, els Jocs Florals o Floràlia (Ludi Florensei).
Els magistrats que s'encarregaven de l'organització dels jocs devien pagar-los del seu peculi i podien ser edils curuls, edils plebeus o el pretor de la ciutat. Eren competència dels edils curuls: els antics jocs de Roma (Ludi maximi), els Jocs de la Mare de les Deesses o Magna Mater (Ludi Megalenses o Megalènsia) i els Jocs Florals. Als edils plebeus corresponia organitzar els Jocs Plebeus i la Cereàlia. Al pretor de la ciutat li estaven assignats els Jocs Apol·linaris. Per rivalitzar entre si els magistrats van elevar les despeses dels jocs a grans sumes, amb l'esperança d'assegurar-se la seva elecció com a cònsols.
Per obtenir el vot es va anar imposant un regal voluntari, consistent en un combat de gladiadors, pagat de la butxaca particular de l'aspirant (Manus), que era la mesura de la capacitat de l'aspirant a vista dels votants.
Les festes en honor de Roma estaven presidides per sis verges anomenades vestals.

## Els jocs romans
Una de les principals celebracions a Roma eren els Jocs (Ludi Romani o Ludi Maximi o Ludi Magni), costum importat d'Etrúria. Aquests Grans Jocs començaven amb una processó després de la qual venien les imatges dels déus i al darrere els guerrers; seguien les comparses de ballarins (Ludii) amb túniques vermelles i els homes adults amb cascos i armadures, els adolescents amb pells d'ovelles; després venien els músics el col·legi dels músics o Collegium Tibicinum que era tan antic com el dels Salii o saltadors dansaires, però tenia una consideració inferior. Aquesta festa se celebrava a la tardor, al retorn de les tropes en campanya, i era una festa per celebrar la victòria. Inicialment duraven un sol dia però amb el temps se'ls van afegir dies: un dia el 387 aC, un altre el 260 aC i un altre el 245 aC i es va passar als quatre dies. La seva organització es va encomanar als edils curuls. L'espectacle principal era la carrera de carros, que se celebrava l'últim dia. Els altres dies eren de festa popular, havent-se introduït les representacions teatrals en taulats de fusta. Els músics i mims recorrien els carrers. L'ofici de cantaire, poeta, ballador i arlequí impedia a qui l'exercia l'accés a la milícia i votar en les assemblees populars.
En les festes se celebraven combats i carreres de carros. Els vencedors rebien una palma com corona, cosa que era considerada un gran honor, i un romà s'enterrava sempre amb les palmes o corones guanyades.
Totes les festes tenien un desenvolupament similar, cadascuna amb les seves particularitats.

## Festes a l'època imperial
La principal festa romana d'aquesta època van ser els Grans Jocs Romans (Ludi Romani o Ludi maximi o Ludi Magni). Amb August els dies festius van arribar a ser 66 cada any. August va reduir les festes en trenta dies. Amb Trajà es va celebrar una festa per commemorar la seva victòria a Dàcia) que va durar 123 dies. Els romans eren molt aficionats als jocs d'atzar, costum que van exportar a altres pobles, encara que molts ja els practicaven. Els jocs lícits eren el monòbol, el contomonòbol, el quitamum contacesu sine fabula, el peryditem i el hipiscum, on solament es permetien apostes petites. També s'apostava en les lluites de la palestra (edifici annex a un gimnàs o independent, on es practicava l'esport de la lluita). En cas de practicar-se un joc il·lícit s'imposava una multa de deu lliures, i l'edifici en el qual es practicava podia ser confiscat. El seu import es destinava a les obres públiques. No hi havia acció legal per reclamar els guanys en el joc, llevat d'aquells organitzats a favor de la ciutat (urbi pro virtutem certamen fit).
Durat l'imperi es van afegir algunes festes relacionades amb la família governant:
- La festa de Germànic establerta per Claudi, en honor del seu pare.
- La festa d'Antònia establerta per Claudi, en honor de la seva mare.
- La festa de Marc Antoni establerta per Claudi en honor del seu avi.

També van restaurar festes perdudes com:
- Els Jocs Capitolins recuperats per Domicià).
- Els Ludi saeculares, que en teoria havien de celebrar-se cada cent anys, es van convertir en una festa més freqüent. Estaven dedicats a Prosèrpina, van derivar d'una festa ombrívola a una celebració d'alegria i triomf a l'estiu.

## Llista de celebracions
En la següent taula s'ofereix un llistat de les festes romanes, les dates assignades són de vegades aproximades tenint en compte que el calendari romà era diferent del nostre. Per a més informació sobre els dies amb nom (calendes, nones, idus) o la durada dels mesos consulteu l'article calendari romà.
El dies natalis (d.n.) era el dia dedicat a commemorar la inauguració d'un temple o d'una capella. Algunes festes no tenen nom propi perquè no formaven part de la tradició romana, sinó que eren celebracions importades.
| Nom                     | Data                             | Peculiaritats |
| ----------------------- | -------------------------------- | --- |
| s.n.                    | calendes de gener                | En honor d'Esculapi i Vejovis |
| Compitalia              | f.conceptivae                    | Festa dels déus protectors de les cruïlles i dels lars. |
| d.n.                    | nones de gener                   | Vica Pota situat a la Vèlia (Roma) |
| Agonàlia                | 9 de gener 11 de desembre        | En honor de Janus |
| Carmentalia             | 11 i 15 de gener                 | Dedicada a la deessa Carmenta i a Juturna |
| Ludi castores           | al gener                         | Celebrat a Òstia en honor de Càstor i Pòl·lux |
| Sementivae              | f.conceptivae                    | Relacionada amb l'inici de la sembra |
| d.n.                    | calendes de febrer               | En honor de Juno sospita |
| d.n.                    | 5 febrer                         | Temple de la Concòrdia |
| s.n.                    | idus de febrer                   | Festa menor dedicada a Faune |
| Parentalia              | 13-22 de febrer                  | En honor dels avantpassats. Es feien ritus per espantar larves i lèmurs. |
| Lupercalia              | 15 de febrer                     | Amb exhibició dels dansaires anomenats luperci. |
| Fornacalia              | f.conceptivae                    | Dedicat a Quirí |
| Feràlia                 | febrer                           | Dedicat als manes |
| Carístia                | 21 de febrer                     | Festa familiar |
| Terminàlia              | 23 de febrer                     | En honor de Terminus |
| Regifugium              | 24 de febrer                     | Celebració del final de la monarquia. |
| Equirria                | 24 de febrer 14 de març          | Dedicats a Mart |
| Februalia               | final de febrer                  | Festa fúnebre per acomiadar l'any. Dedicada a Februus |
| Matronalia              | calendes de març                 | Dedicat a Mart i a Juno Lucina |
| Mamuralia               | 14 de març                       | Els salii treien els ancilia al carrer |
| Anna Perenna            | 15 de març                       | Compartida amb la Feriae Iovi |
| Argei                   | 16-17 de març                    | Processó de sacerdots |
| Liberalia               | 17 de març                       | Una variant de l'agonàlia;(en honor de Bacus, però diferents de les bacanals). |
| Quinquatria             | 19 de març                       | Dedicat a Minerva |
| Tubilustrium            | 23 de març                       | Purificació de les trompetes i festa de disfresses. |
| Hilaria                 | 25 març                          | En honor de Cíbele. |
| d.n.                    | 31 de març                       | Luna |
| Veneralia               | calendes d'abril                 | Dedicat a Venus |
| Ludi Megalenses         | 4-10 d'abril                     | En honor de Cíbele |
| Cerealia                | 12-19 d'abril                    | En honor de Ceres |
| d.n.                    | idus d'abril                     | Júpiter Víctor |
| Fordicídia              | 15 d'abril                       | En honor de Tellus, festa de la fertilitat dels ramats i dels camps de conreu. |
| Palilia                 | 21 d'abril                       | Festa rústica en honor de Pales, patró dels pastors. |
| Vinalia                 | 23 d'abril 19 d'agost            | Celebració del primer vi de la temporada. |
| Robigalia               | 25 d'abril                       | En honor de Robigus, protector dels camps contra les plagues. |
| Ludi florales           | 28 d'abril                       | En honor de Flora, de caràcter plebeu i llicenciós. |
| Maiuma                  | calendes de maig                 | Dedicat a Maia, a la Magna Mater Idaea(d'origen frigi) i també als Lares praestites déus tutelars de Roma. |
| Lemuria                 | 9,11,13 de maig                  | Festa privada per espantar els lèmurs |
| Mercuràlia              | idus de maig                     | En honor de Mercuri |
| d.n.                    | 25 de maig                       | Fortuna Primigenia |
| d.n.                    | calendes de juny                 | Juno moneta, Temple de la Tempesta i Carnea |
| d.n.                    | 3 de juny                        | Dedicat a Bel·lona |
| d.n.                    | 4 de juny                        | En honor d'Hercules Custos, amb la participació de les confraries dels Poticians i els Pinarians |
| d.n.                    | 5 de juny                        | En honor de Dius Fidius. |
| Ludi Piscatorii         | 7 de juny                        | En honor del déu Tíber |
| Vestalia                | 7-15 juny                        | Dedicat a Vesta |
| d.n.                    | 8 de juny                        | Dedicat al temple de Mens (la ment) |
| Matralia                | 11 de juny                       | Dedicat a Mater Matuta |
| d.n.                    | 19 de juny                       | En honor de Minerva |
| d.n.                    | 20 de juny                       | Dedicat a Summanus |
| d.n.                    | 24 de juny                       | Aniversari de Fors Fortuna |
| d.n.                    | 29 de juny                       | Hercules Musarum |
| Poplifugia              | 5 de juliol                      | Commemoració d'un atac gal |
| Ludi Apollinares        | 6-13 de juliol                   | Instituïts en 212 aC |
| Nonae Caprotinae        | 7 de juliol                      | En honor de Juno Caprotina i coincidint amb l'Ancillarum Feriae |
| Vitulatio               | 8 juliol                         | Dies religiosus, un dia de no treballar per a donar gràcies als déus |
| Transvectio equitum     | idus de juliol                   | Processó amb cavalls |
| d.n.                    | 17 de juliol                     | Aniversari del temple d'Honos i Virtus; sacrifici a la Victòria |
| Lucaria                 | 19,21 de juliol                  | Festa del bosc sagrat |
| Ludi Victoriae Caesaris | 20-30 juliol                     | Jocs en honor d'August, instituïts a partir de l'any 45. |
| d.n.                    | 22 de juliol                     | Aniversari del Temple de Concordia |
| Neptunalia              | 23 de juliol                     | En honor de Neptú |
| Furrinalia              | 25 de juliol                     | Dedicat a Furina |
| d.n.                    | calendes d'agost                 | Aniversari del temple d'Spes (Esperança) al Forum Holitorium |
| Supplicia canum         | 3 d'agost                        | Relacionat amb el setge els gals |
| d.s.                    | 5 d'agost                        | Dedicat a Salus |
| d.s.                    | 9 d'agost                        | Dedicat al Sol indiges |
| Nemoralia               | idus d'agost                     | En honor de Diana |
| Portunalia              | 17 d'agost                       | Dedicat a Portú, déu de les claus |
| Vinàlia rústica         | 19 d'agost                       | Inici de la collita del raïm |
| Consualia               | 21 d'agost                       | Dedicades al déu Consus, un déu agrari protector de Roma |
| Vulcanalia              | 23 d'agost                       | En honor de Vulcà |
| Mundus cerialis         | 24 'agost                        | Obertura del mundus |
| Opiconsivia             | 25 d'agost                       | En honor d'Ops |
| Volturnàlia             | 27 d'agost                       | En honor de Volturnus |
| ludi                    | 30 d'agost                       | Jocs en honor del Sol i la Lluna |
| d.n.                    | calendas setembre                | Cerimònies per Jupiter Tonans ("el dels trons") al Capitolí, i per Juno Regina a l'Aventí. |
| Ludi Magni              | 5-19 setembre                    | Els jocs romans més antics i famosos |
| Epulum Jovis            | idus setembre                    | Aniversari del Temple de Jupiter Optimus Maximus, un epulum dedicat a Júpiter, oficiat pels epulons. |
| Equorum probatio        | 14 setembre                      | Desfilada de cavalls del període imperial. |
| d.n.                    | 23 setembre                      | Aniversari del Temple d'Apol·lo al Camp de Mart; dia també dedicat a Latona. |
| d.n.                    | 26 setembre                      | Aniversari del Temple de Venus Genetrix, fet construir per una prometença de Juli Cèsar |
| d.n.                    | calendes d'octubre               | En honor de Fides i el Sororium Tigillum un objecte relacionat amb l'assassinat d'Horàcia, la germana dels Horacis. |
| Ludi Augustales         | 3–12 oct                         | Establerts l'any 14 per la mort d'August a imitació dels Augustalia. |
| d.n.                    | Nones octubre                    | Ritus en honor de Jupiter Fulgur i Juno Curitis |
| d.n.                    | 9 octubre                        | Ritus a les capelles dels Genius Publicus, Fausta Felicitas i Venus Victrix al Capitolí. |
| Meditrialia             | 11 octubre                       | Festa del vi. |
| Augustàlia              | 12 octubre                       | Establert l'any 19 amb un nou altar i sacrificis a Fortuna Redux. |
| Fontinàlia              | 13 octubre                       | En honor de Fontus, protector de les fonts. |
| Ludi Victoriae Sullanae | 26 d'octubre fins a final de mes | Celebració per les victòries de Sul·la, establerta de forma anual a partir de l'any 81. |
| Ludi circenses          | calendes novembre                | Cerimònia de clausura dels jocs de Sul·la. |
| Ludi Plebeii            | 15-17 novembre                   | Celebrats al circus Flaminius, convertits en anuals des del 220 aC. |
| Epulum Jovis            | idus novembre                    | En honor de Feronia i Fortuna Primigenia |
| d.n.                    | calendas desembre                | Cerimònies als temples de Neptú i Pietas |
| Bona Dea                | 3 desembre                       | Ritus només per a dones. |
| Faunus                  | Nones desembre                   | Festa camperola celebrada pels pagi. |
| Tiberinus Pater         | 8 desembre                       | En honor del déu del riu Tiber i a Gaia |
| Septimontium            | 11 desembre                      | Coincidint amb una Agonàlia |
| Saturnalia              | 17 desembre                      | En honor de Saturn |
| Larentalia              | 23 desembre                      | En honor d'Acca Laurèntia; coincidint amb el d.n. del temple de Diana i el de Juno Regina al Circus Flaminius, també el de Tempestates i la Sigillaria(el darrer dia de la Saturnàlia, amb el lliurament dels regals), que es va unir a la 'Iuvenalia. |
| d.n.                    | 25 desembre                      | Dies Natalis Solis Invicti i Brumalia, totes dues festes de l'època imperial. |